# 烏拉尼亞之鏡

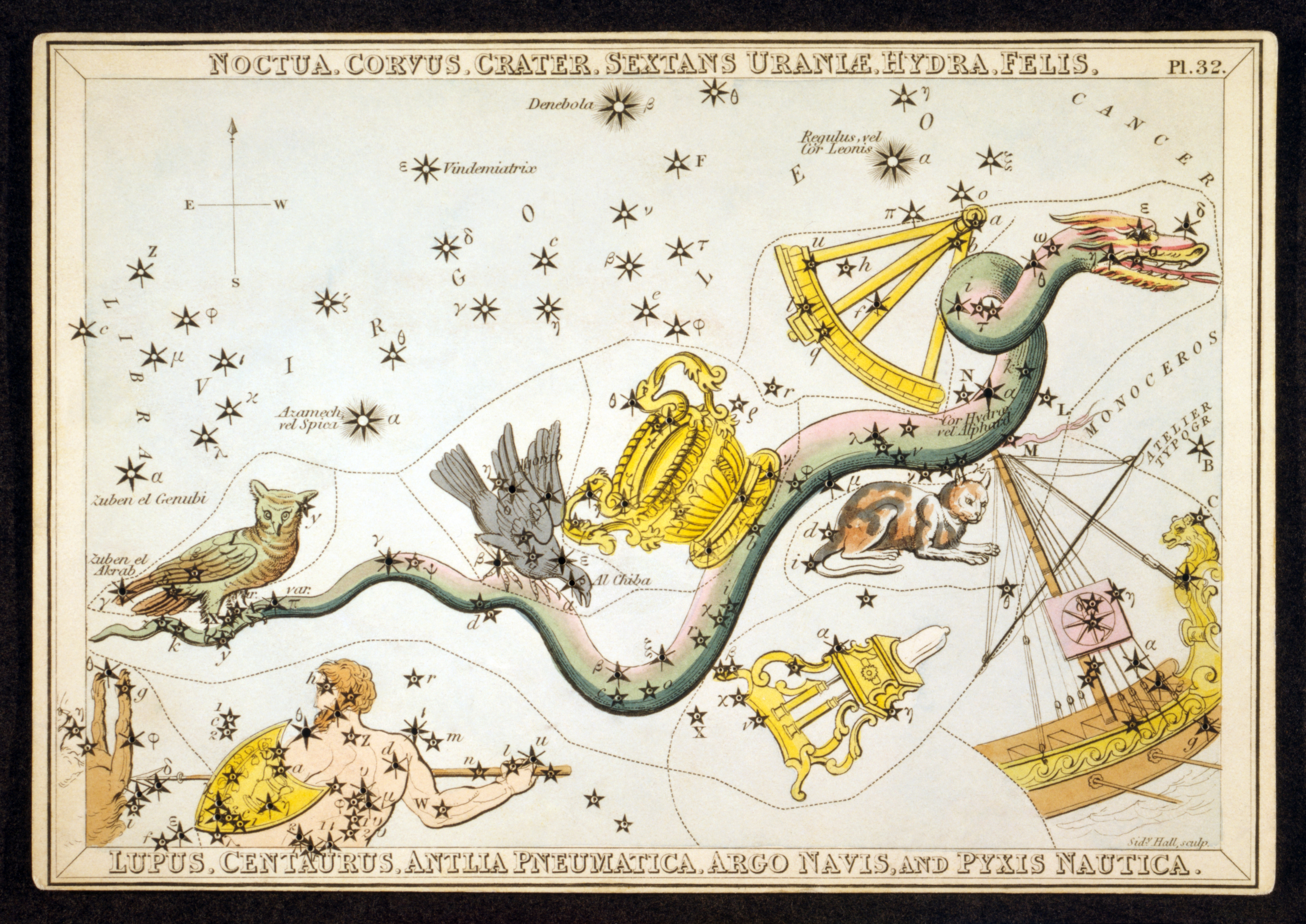
這32張卡片展示了十二個星座：九個現代星座（Corvus、Crater、extans-Uraniæ、Hydrus、Lupus、Centaurus、Antlia Pneumatica和Pyxis Nautica），現在已被細分的Argo-Navis，以及已廢棄星座Noctua和Felis。

烏拉尼亞之鏡（英語：Urania's Mirror；或參見天堂是一套32張天文星圖卡片，首次出版於1824年11月。它們是根據亞歷山大·賈米森的「天體圖集」繪製的插圖，但在它們身上打上的洞使它們能够在光線下看到組成星座圖像的恆星。它們是由西德尼·霍爾雕刻的，並據說是由「一位女士」設計，但後來被確認為拉格比公學的助理大師理查德·魯斯·布洛克薩姆牧師（英語：Reverend Richard Rouse Bloxam）的作品。
盒子的封面描繪了掌管天文的繆斯女神烏拉尼亞。它最初還附帶了作為附屬物而寫的一本名為「一本熟悉的天文學論文…」的書。研究人員彼得·辛格利（英語：Peter Hingley）在卡片出版170年後解開了誰設計卡片的謎團，他認為這些卡片是19世紀初生產的眾多星圖卡片中最具吸引力的卡片之一。

## 描述

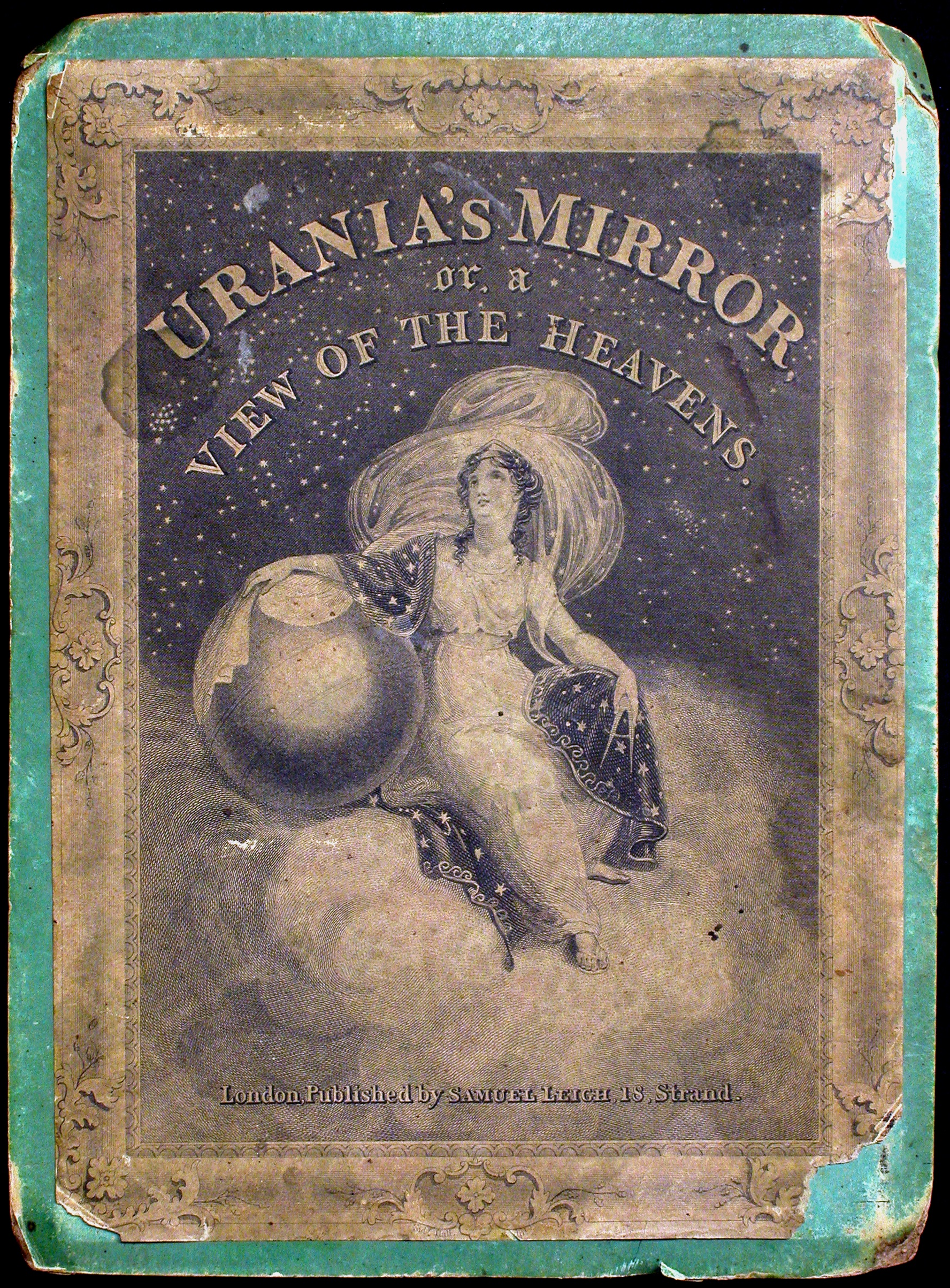
高解析度掃描的第一版「烏拉尼亞之鏡」盒子的封面。

烏拉尼亞之鏡的32張卡片展示了79個星座。一些圖示的星座現在是已廢棄星座，一些子星座也是如此，像是美杜莎的頭部，附屬在英仙座內。烏拉尼亞之鏡最初的文宣為包括「大英帝國可見的所有星座」，但事實上，它遺漏了一些南天星座。到第二版（1825年），廣告只聲稱是從「大不列顛」可見的星座圖。一些卡片聚焦在單一個星座，另一些卡片包括幾個，卡片32以長蛇座為中心，說明了十二個星座（其中幾個已被廢棄）。卡片28有六個星座，沒有其他卡片超過四個星座。每張卡片的尺寸為8英寸乘5+1⁄2英寸（大約是20公分乘14公分）。是為了附在卡片上而由 約沙法特·阿斯平寫的一本書。書的標題為「一篇熟悉的天文學論文」（或全稱：一篇熟悉的天文學論文，「有許多圖形說明，以解釋天體一般現象的天文通論」）。卡片和書裝在一個盒子裏，盒子上畫著一個女人，幾乎可以肯定她是天文學的繆斯女神烏拉尼亞。卡片和書籍最初由倫敦河岸街18號的撒母耳·利 (書商)出版，然而到了第四版，出版公司已經搬到河岸街421號，並改名為M.A.Leigh。
彼得·辛格利稱「烏拉尼亞之鏡」是「19世紀初產生的許多天文自學輔助工具中最迷人、最具視覺吸引力的一種」。關於它的主要噱頭，即恆星上的洞，當它被放在燈光前時，用來顯示星座。他指出，由於標記的洞的大小與恒星的星等相對應，因此提供了一個非常逼真的星座描述；伊恩·里德帕斯也表示贊同。他將該設備描述為一個「有吸引力的功能」，但他指出，由於當時的光線主要由蠟燭提供，許多卡片在試圖將其放在火焰前時可能會因為疏忽而燒壞。他指出，還有三次嘗試使用同樣的噱頭：弗朗茨·尼克勞斯·柯尼格的《大西洋》（1826年）、弗裏德裏希·布勞恩的「透明地圖中的天空圖集」（1850年）、以及Otto Möllinger的「歐洲地圖集」（1851年），但它們都缺少「烏拉尼亞之鏡」的藝術性's artistry.。

## 外部連結
- . Treasures of the RAS. Royal Astronomical Society.   [2024-01-06]. （原始内容存档于2023-01-31）. Includes a video presentation of the cards.